# École Boulle
Pour les articles homonymes, voir Boulle.
L'École Boulle est un établissement public d'enseignement de la Mairie de Paris, qui est à la fois une école supérieure des arts appliqués et un lycée des métiers d'art, de l'architecture intérieure et du design. Elle est située au 9-21, rue Pierre-Bourdan dans le 12e arrondissement de Paris (France). Elle est nommée ainsi par référence à l'ébéniste André-Charles Boulle.

## Formations dispensées
Depuis 1886, l'École Boulle dispense des formations aux métiers de l'art, du design et des techniques industrielles. Elle a le statut juridique d'un lycée technique et aussi celui d'une école supérieure d'arts appliqués. 
Elle propose deux grandes filières :
- La filière « Métiers d'art » (menuiserie en sièges, marqueterie, ébénisterie, tapisserie, décors et traitements de surface, ciselure, gravure ornementale, sculpture sur bois, tournage d'art (sur bronze), monture en bronze élargie à d'autres matériaux métalliques au sein de l'atelier « Conception application métal », gravure en modelé, bijouterie et restauration de meubles anciens) : c'est la filière traditionnellement connue et reconnue de l'école Boulle, qui fait sa célébrité dans le monde[1].
- La filière « Arts appliqués » (design d'espace et architecture intérieure, design de produits, expression visuelle et espace de communication, etc.), qui est pareillement une filière de haut niveau dans le champ du design (elle fonctionne notamment en partenariat avec le département design de l’École normale supérieure de Cachan), dans laquelle on trouve aussi un enseignement pluridisciplinaire important (infographie, histoire de l'art, philosophie appliquée, sémiologie, etc.).

## Histoire
L'école voit le jour rue de Reuilly en 1886, au cœur du quartier historique des métiers de l'ameublement, près du faubourg Saint-Antoine à Paris. Elle porte le nom de l'ébéniste André-Charles Boulle, généralement considéré comme l'artiste par excellence dans le domaine de la marqueterie ou de l'incrustation sous le règne de Louis XIV (1643-1715).
À l'origine, elle est une école municipale, créée à l'initiative de la ville de Paris. Répondant à la demande de main-d'œuvre qualifiée par les fabricants de meubles du faubourg, l'école a pour but de former des professionnels de l’ameublement tels que des ébénistes, des menuisiers en siège, des tapissiers et des sculpteurs sur bois. Plus tard, elle sera renforcée par des corps de métier complémentaires comme des ciseleurs, des monteurs en bronze, ou encore des graveurs sur acier.
Les premières mentions du nom d'« École Boulle » apparaissent à partir de 1887 dans les bulletins municipaux lorsque l'école d'ameublement est mentionnée.

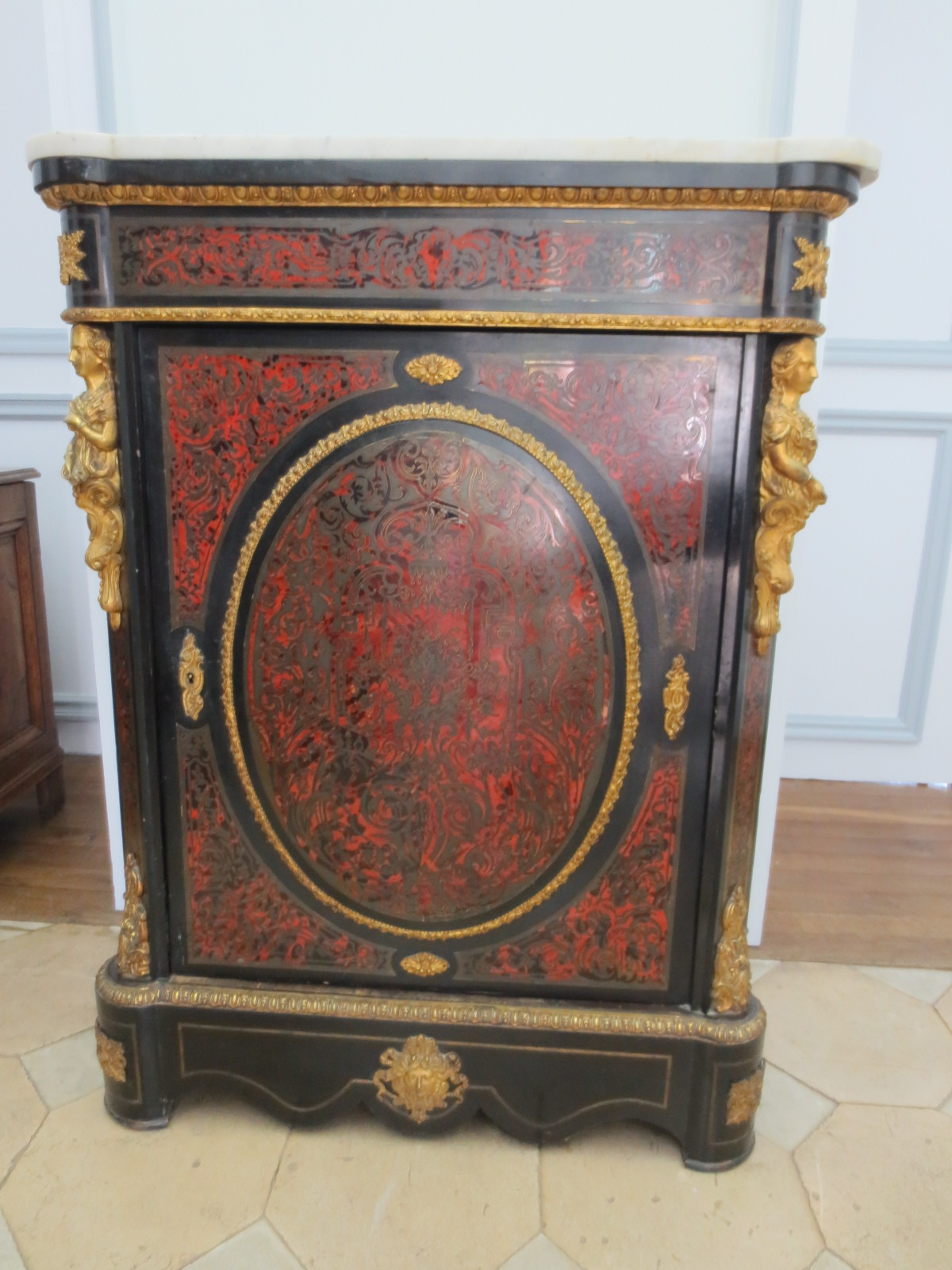
Copie d'un buffet de style Napoléon III réalisé à l'École Boulle

En 1891, l’établissement qui s’est désormais implanté rue Pierre-Bourdan, dans le 12e arrondissement, devient officiellement l'École Boulle, du nom du célèbre ébéniste de Louis XIV, André-Charles Boulle (1642-1732). Elle se spécialise dans la copie d’œuvres du passé essentiellement liées à Louis XIV.
En 1900, elle participe à l'Exposition universelle de Paris au sein du pavillon de la ville de Paris, où elle présente des objets marqués par l'influence de l'Art nouveau. Jehan Raymond, un célèbre artisan associé au mouvement Art nouveau, y enseigne. Après quelques tergiversations, qui la font revenir un temps à la copie d'ancien, elle décide d'orienter résolument une partie des travaux des élèves vers la modernité. Un cours de composition décorative est confié à Maurice Dufrène,un célèbre designer de meubles et partisan du style Art Déco, juste avant la Première Guerre mondiale.

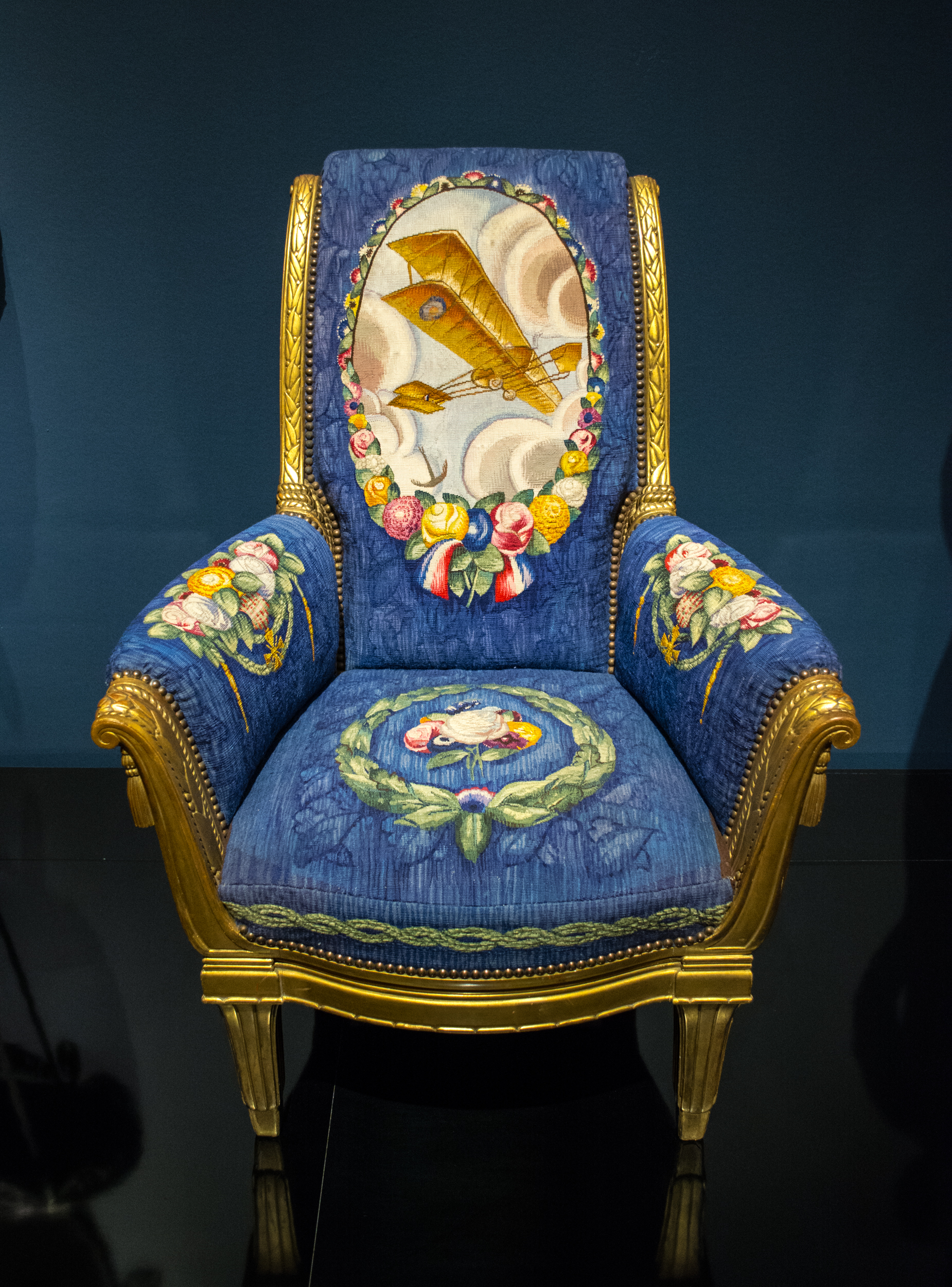
Fauteuil célébrant la victoire des forces alliées pendant la Première Guerre mondiale. Le cadre doré du fauteuil a été produit à l'École Boulle

Durant l'entre-deux-guerres, l'école devient un des soutiens de l'Art déco, mouvement auxquels elle donne de nombreux décorateurs. Elle participe à l'Exposition internationale des arts décoratifs de 1925, et dans une moindre mesure à l'Exposition coloniale de 1931 et à celle des Arts et Techniques de 1937. En 1936, a lieu une grande rétrospective dans ses locaux à l'occasion du cinquantenaire de sa création. Elle acquiert ses premières machines juste après la Première Guerre mondiale.
Après la Seconde Guerre mondiale, l'école développe de nouvelles filières liées à l’espace, l’architecture d'intérieur, l’agencement dans une vision plus moderne et technique. C’est en 1969 que l’École Boulle devient École supérieure d’arts appliqués et développe des filières de design (design d'espace, design produit). L'école est dirigée de 1947 à 1972 par Paul Beucher (https://www.reseau-canope.fr/media-sceren/catalogue-de-films/evolution_de_l_habitation_les_arts_de_la_maison-414.html) puis de 1972 à 1982 par l'architecte et créateur de meubles Jacques Hitier, lui-même un ancien élève de Boulle.

### Façade
Le fronton de la façade de l'école porte en exergue les noms de l'ébéniste Martin Carlin, de Jehan Cilbert, de Pierre Thévenin, de l'ébéniste Claude-Charles Saunier, de l'orfèvre italien Benvenuto Cellini, et de l'orfèvre parisien Claude Ballin.

### Rénovation contemporaine
De 2001 à 2012, l’école Boulle est le théâtre d’un très important chantier de rénovation, sans fermeture, pour améliorer et réhabiliter les espaces, afin d’accueillir sur le site les élèves du lycée Nicolas-Flamel qui se forment aux métiers du bijou et de la joaillerie. Quelque 17 800 m2 de locaux ont été rénovés, et 7 400 m2 de salles supplémentaires ont été créées, ainsi qu'un restaurant scolaire, une cafétéria, un CDI, un auditorium, du matériel numérique et une cour plantée. Le coût total du chantier s'est établi à 86 millions d'euros, investis par la mairie de Paris. Seul l'atelier d'ébénisterie n'a pas été modifié, conservant certains problèmes de ventilation et d'éclairage.

## Une école d’art parisienne
C’est aujourd'hui un lycée des métiers d'arts et une école supérieure d’arts appliqués ; elle fait partie des quatre grandes écoles publiques parisiennes : l’École Estienne, orientée vers la typographie ; l’École Duperré, les métiers de la mode et l’École Olivier-de-Serres. Tout en restant fidèle à son passé, l’École Boulle s’est, au fil des ans, modernisée et ouverte au monde, à l’économie et à l’industrie.
Les écoles Boulle, Estienne et Duperré sont des écoles de la Ville de Paris. 